# Їчунь (Хейлунцзян)
Їчунь (кит. спр. 伊春市, піньїнь: Yīchūn Shì) — місто-округ в східнокитайській провінції Хейлунцзян.

## Географія
Їчунь розташовується у центрі провінції.

### Клімат
Місто знаходиться у зоні, котра характеризується вологим континентальним кліматом з теплим літом. Найтепліший місяць — липень із середньою температурою 21.1 °C (70 °F). Найхолодніший місяць — січень, із середньою температурою -21.1 °С (-6 °F).
| Клімат Їчуня            | Клімат Їчуня | Клімат Їчуня | Клімат Їчуня | Клімат Їчуня | Клімат Їчуня | Клімат Їчуня | Клімат Їчуня | Клімат Їчуня | Клімат Їчуня | Клімат Їчуня | Клімат Їчуня | Клімат Їчуня | Клімат Їчуня |
| Показник                | Січ.         | Лют.         | Бер.         | Квіт.        | Трав.        | Черв.        | Лип.         | Серп.        | Вер.         | Жовт.        | Лист.        | Груд.        | Рік          |
| Абсолютний максимум, °C | −1           | 3            | 18           | 27           | 32           | 35           | 36           | 35           | 28           | 25           | 10           | 2            | 36           |
| Середній максимум, °C   | −16          | −9           | 0            | 10           | 18           | 23           | 26           | 24           | 18           | 8            | −3           | −13          | 7            |
| Середня температура, °C | −21          | −16          | −6           | 4            | 11           | 17           | 21           | 19           | 12           | 2            | −8           | 0            | 1            |
| Середній мінімум, °C    | −28          | −23          | −13          | −1           | 5            | 12           | 16           | 13           | 6            | −3           | −14          | −23          | −4           |
| Абсолютний мінімум, °C  | −41          | −38          | −30          | 0            | −6           | 1            | 5            | 2            | −6           | −20          | −32          | −37          | −41          |
| Днів з опадами          | 14           | 12           | 14           | 16           | 17           | 18           | 17           | 16           | 15           | 13           | 13           | 15           | 180          |
| Днів з дощем            | 0            | 0            | 1            | 11           | 17           | 18           | 17           | 16           | 15           | 8            | 2            | 0            | 105          |
| Днів зі снігом          | 14           | 12           | 13           | 8            | 1            | 0            | 0            | 0            | 1            | 7            | 13           | 15           | 84           |
| Вологість повітря, %    | 74           | 78           | 82           | 81           | 83           | 82           | 74           | 77           | 77           | 75           | 82           | 80           | 79           |
| ----------------------- | ------------ | ------------ | ------------ | ------------ | ------------ | ------------ | ------------ | ------------ | ------------ | ------------ | ------------ | ------------ | ------------ |
| Джерело: Weatherbase    |              |              |              |              |              |              |              |              |              |              |              |              |              |